# Velykolučská vesnická komunita
Velykolučská vesnická komunita je územní společenství (ukrajinsky: hromada) na Ukrajině, v okrese Mukačevo v Zakarpatské oblasti. Správním centrem je obec Velyki Lučky. Vznikla 12. června 2020 z obcí Velyki Lučki, Rakošino, Zňačevo a Kaľnyk v okrese Mukačevo. 

## Seznam obcí a jejich částí
| Transkripce do latinky | Ukrajinský název v azbuce | Maďarsky              | Česky/slovensky           |
| Benedykivci            | Бенедиківці               | Benedeki              | Benedikovce               |
| Červeňovo              | Червеньово                | Cserlenő              | Červeňovo, Čerleňovo      |
| Čopivci                | Чопівці                   | Csapolc               | Čapovce                   |
| Domboky                | Домбоки                   | Dombokpuszta          | Dombok                    |
| Drahyňa                | Драгиня                   | Draginya              | –                         |
| Kajdanovo              | Кайданово                 | Kajdanó               | Kajďanovo, Kajdanovo      |
| Kaľnyk                 | Кальник                   | Beregsárrét, Kálnik   | Kalník, Kalnik            |
| Kinloď                 | Кінлодь                   | Kinlód                | Kiloď                     |
| Kuzmyno                | Кузьмино                  | Beregszilvás, Kuzmina | Kuzmino, Kuzmina          |
| Medvedivci             | Медведівці                | Fagyalos, Medvegyóc   | Medvedovce                |
| Rakošino               | Ракошино                  | Beregrákos            | Rákošín, Rakošin          |
| Ruská Kučava           | Руська Кучава             | Oroszkucsova          | Ruská Kučava              |
| Ruske                  | Руське                    | Orosztelek, Ruszkóc   | Ruské                     |
| Škurativci             | Шкуратівці                | Bereghalmos, Skuratóc | Škuratovce, Skuratovce    |
| Velyki Lučky           | Великі Лучки              | Nagylucska            | Velké Lučky               |
| Vinkove                | Вінкове                   | Vinkó                 | Vinkovo                   |
| Zňačevo                | Зняцьово                  | Ignéc                 | Zňacovo, Zňacevo, Zňačevo |